# 黑頸鸛
黑頸鸛（學名：Ephippiorhynchus asiaticus）是鸛科中一種頸長腿長的涉禽。這種留鳥分佈於南亞次大陸、東南亞及澳洲（孤立族群）。牠們棲息於濕地環境，常在稻田或麥田等農地覓食各類動物獵物。成鳥兩性皆具厚重鳥喙，體色為白色帶虹彩光澤的黑色斑紋，但雌雄可透過虹膜顏色區分——雌鳥虹膜呈黃色，雄鳥則為深色。在澳洲，牠們被稱為「澳洲鉗嘴鸛」（註：此名稱在美洲指另一種鸛鳥）。黑頸鸛是少數在覓食與繁殖期具有強烈領域性的鸛類。

## 分類與系統學

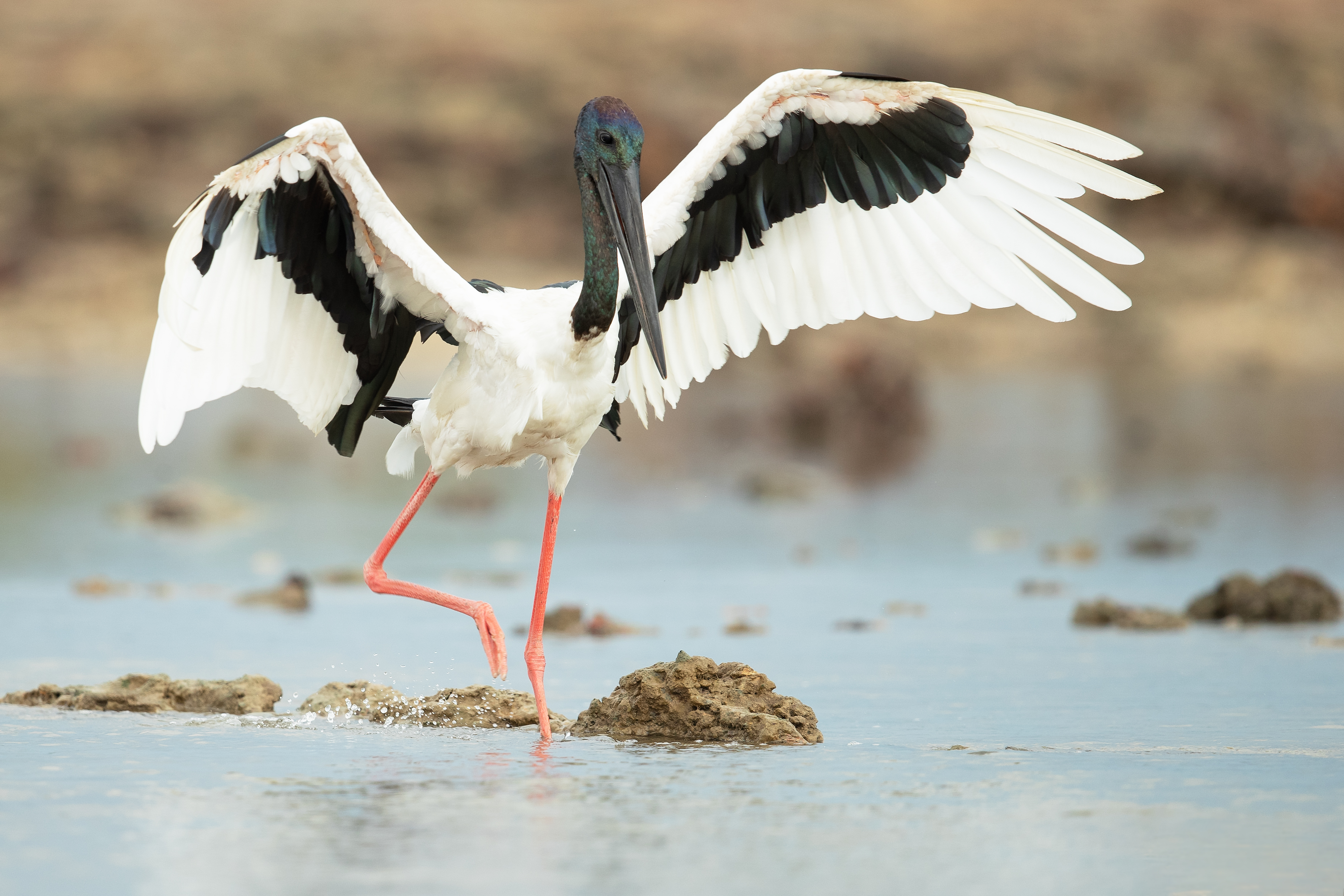
澳洲北領地達爾文的雄性個體

本物種最初由約翰·萊瑟姆描述為Mycteria asiatica，後基於形態特徵被歸入Xenorhynchus屬。 根據行為相似性，Kahl建議將其歸入當時僅包含鞍嘴鸛單一物種的Ephippiorhynchus屬。後續骨骼結構與行為研究以及DNA雜交與細胞色素b數據均支持此分類。作為首個修訂者，Kahl選定Ephippiorhynchus作為這兩個物種的有效屬名。黑頸鸛與鞍嘴鸛是鸛科中唯二展現明顯虹膜顏色性別二態性的物種。
現認可兩個亞種：分佈於東方區的「亞洲亞種」E. a. asiaticus，以及棲息於新幾內亞南部與澳洲的「澳洲亞種」E. a. australis。 1855年，夏爾·呂西安·波拿巴建立Xenorhynchus屬時，將X. indica與X. australis兩個物種歸入其中。此分類方式被後續研究沿用。 詹姆斯·李·彼得斯在1931年著作中將其視為亞種。 1989年，McAllan與Bruce再次建議將兩個亞種提升為獨立物種：東方區的「綠頸鸛」E. asiaticus，以及澳洲與新幾內亞區的「黑頸鸛」E. australis。此建議基於兩者的隔離分佈及頸部虹彩色澤差異（可能反映不同求偶行為），但後續研究未發現穩定顏色差異。然而細胞色素b線粒體序列分析顯示顯著遺傳分化。推測為「亞洲亞種」的個體與確認「澳洲亞種」個體間的遺傳距離達2.1%，遠高於同物種個體間的差異。保守的亞種分類方式被Christidis與Boles沿用於澳洲動物名錄。

## 形態特徵

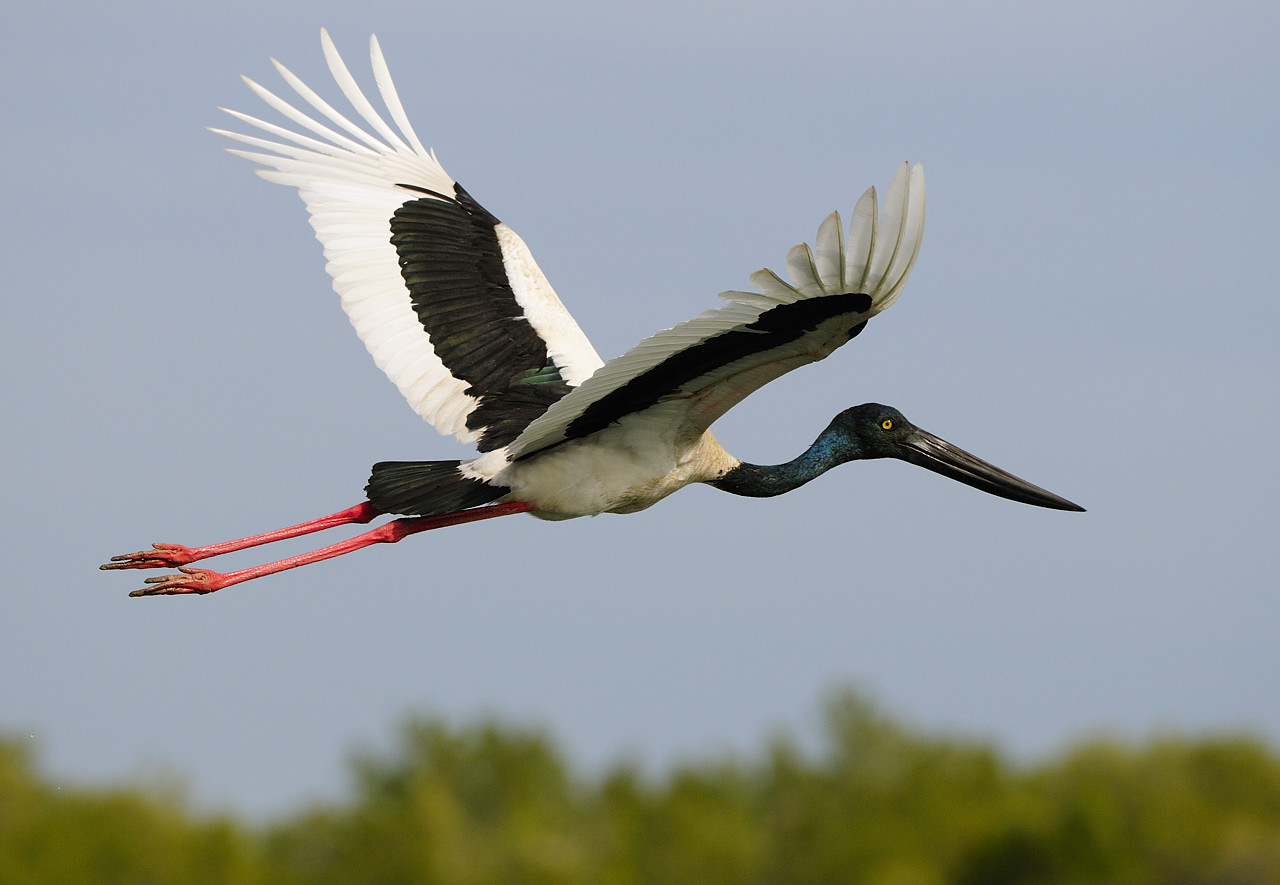
澳洲北領地麥克阿瑟河上空的成年雌鳥

黑頸鸛體型龐大，站立高度129至150厘米，翼展達230厘米。現有唯一公開體重記錄為4.1公斤，但此數值較近緣且體型相仿的鞍嘴鸛平均體重低約35%，推測該標本可能屬體型下限或營養不良個體。羽色模式醒目，幼鳥與成鳥差異明顯。成鳥頭部、頸部、次級飛羽及尾羽呈帶虹彩光澤的藍黑色；冠部銅棕色；背腹部純白；鳥喙黑色，上緣微凹；腿部鮮紅。兩性外觀相同，但成年雌鳥虹膜黃色，雄鳥則為深色。未滿六個月的幼鳥虹膜褐色；鳥喙明顯較小且直；羽毛蓬鬆；頭、頸、上背、翼及尾羽褐色；腹部白色；腿部深色。六個月以上亞成體頭頸部呈現斑駁外觀（虹彩部分發展）；初級飛羽外側深褐，內側白色（收翼時形成肩斑）；鳥喙大小與成鳥相同但仍較直；腿部深色至淡粉色。與多數鸛類相同，飛行時頸部前伸（與鷺科收頸姿勢不同）。飛行時體態纖細，白色翼上的黑色條紋（與外形略似的黑鸛全黑羽翼不同）搭配黑頸黑尾形成鮮明特徵。

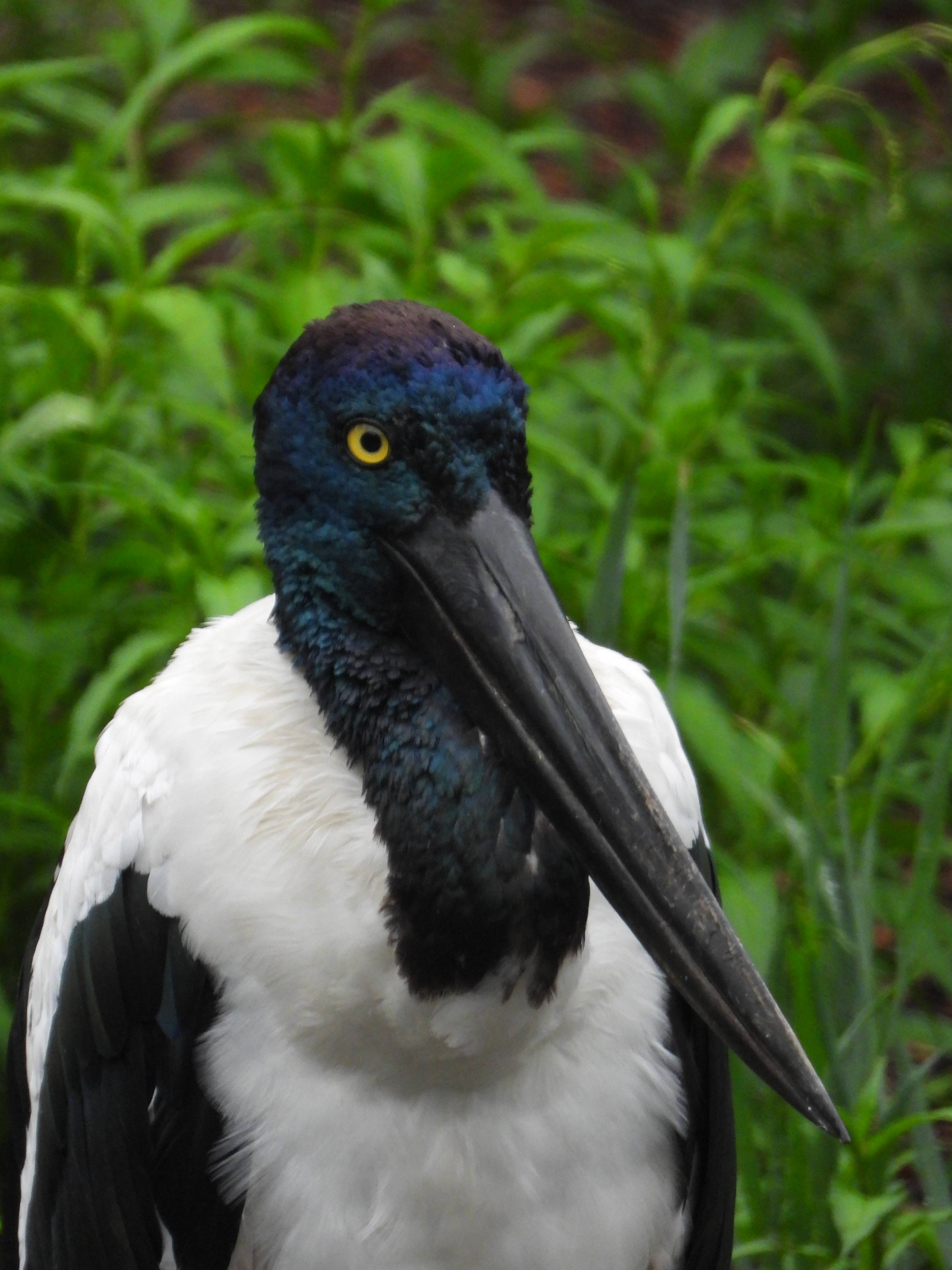

## 分佈與棲息地
在印度，該物種廣泛分佈於西部、中部高原及恆河平原北部，東至阿薩姆河谷，但在印度半島及斯里蘭卡罕見。這種獨特鸛鳥偶爾出現於巴基斯坦南部與東部，並確認在尼泊爾中部低地繁殖。其分佈延伸至東南亞，經新幾內亞至澳洲北部。相較於鶴、琵鷺等其他大型水鳥，黑頸鸛在物種多樣性高的濕地數量最為稀少。
最大族群出現於澳洲，分佈範圍從西澳洲昂斯洛附近的阿什伯頓河，橫跨澳洲北部至新南威爾士州東北部。內陸分佈包括西澳洲金伯利地區至霍爾斯溪以南；北領地至胡克溪與戴利沃特斯；昆士蘭內陸至布利亞地區與新南威爾士邊境，偶有記錄南至新南威爾士西北平原、悉尼海岸，過去曾在肖爾黑文河附近繁殖。在其分佈範圍東南端相當罕見，但北部整體較常見。北領地阿利蓋特河地區估計有1800隻，各季節調查數量均偏低。巴布亞新幾內亞弗萊河中游洪泛平原的航空與地面調查估計，1994年12月與1995年4月分別有317隻與249隻。
已知最大繁殖族群出現於印度北方邦西南部的農業景觀中。在此由農田與濕地組成的鑲嵌景觀中，密度約為每平方公里0.099隻。約六對個體使用凱奧拉德奧國家公園29平方公里的區域。比哈爾邦西部巴加爾普爾縣曾觀察到一對繁殖個體。
在斯里蘭卡，該物種為罕見留鳥，魯胡納國家公園有4至8對繁殖個體。在孟加拉國極度罕見，可能已停止繁殖，泰國亦然。
黑頸鸛在多種天然與人工濕地棲息地覓食。常利用淡水環境如湖泊、池塘、沼澤、洪泛草原、牛軛湖、水草地等；人工濕地包括休耕水田、稻田、灌溉蓄水池、污水池等。印度沿海濕地如紅樹林溪澗亦偶見蹤跡。在農耕區，雨季時偏好天然濕地，但季風期間因湖泊過度淹水而轉向 flooded 稻田。巢位通常位於大型沼澤僻靜處的樹上，或如印度與尼泊爾低地的農田環境。

## 行為與生態
這種大型鸛鳥具有舞蹈般的求偶展示。一對個體面對面靠近，伸展雙翼快速振動翼尖，頭部前伸直至相觸，接著發出喙部撞擊聲後分開。展示持續約一分鐘，可能重複多次。
印度地區的築巢始於季風高峰期，多數巢位建於9月至11月，極少延續至次年1月。牠們在大型樹木上築平台巢，地點可能是濕地中的孤立樹木或農業景觀。在農地中，人為干擾可能導致成鳥棄巢，但其他地點的個體仍能成功繁殖。巢體龐大，直徑達3至6英尺，由樹枝構成並以燈心草等水生植物鋪墊，邊緣有時塗抹泥土。巢可能多年重複使用。典型窩卵數為4枚，卵呈啞白色寬橢圓形，實際範圍1至5枚不等。確切孵化期未知，推測約30天。雛鳥孵出時被白色絨毛，一周內頸部轉為深灰色絨毛。肩羽最先萌發，其次為初級飛羽。
離巢幼鳥會發出「chack」聲，繼而重複「wee-wee-wee」鳴叫。另一種叫聲為低音調的10至12音節哨音「peeeeeu-peeeeu-peeeeu-peeu」，具口技效果。巢中幼鳥也會持續發出乞食聲。
成鳥輪流孵卵，交接時會展開雙翼並上下擺頭進行問候展示。親鳥為雛鳥帶回食物並反芻至巢平台上。幼鳥約3至4個月大後，成鳥停止餵食並表現攻擊行為。亞成體可能停留附近約一年後擴散。成功巢位通常有1至3隻幼鳥離巢，但在高降雨量年份可達5隻。成功繁殖的配對數量及離巢幼鳥數，與季風及季風後降雨量密切相關，雨量充沛年份表現更佳。
在巢樹（通常高大粗壯、樹冠寬廣）周圍，巴拉特普爾的個體曾與白背兀鷲競爭，有時因後者而無法築巢。多數濕地鳥類會被猛禽驚飛，但這種鸛鳥通常無懼，且對鷺、鶴等其他大型水鳥具攻擊性。成鳥會積極防衛深水窪地免受鷺鳥侵擾（澳洲卡卡杜國家公園馬拉班班吉），或於乾涸濕地驅逐琵鷺與白頸鸛（印度北方邦杜德瓦國家公園）。
黑頸鸛屬肉食性，食物包含水鳥（如骨頂雞、蛇鵜、小鸊鷉、琵嘴鴨、水雉等）、水生脊椎動物（魚類、兩棲類、爬蟲類）及無脊椎動物（蟹、軟體動物等）。牠們也會捕食龜卵與幼龜。在昌巴爾河谷，曾觀察到牠們透過沙土濕度定位三線稜背龜巢穴並取食龜卵。澳洲個體有時夜間覓食，捕食剛孵化的海龜幼體。澳洲9隻個體的胃內容物分析顯示，其食物包含蟹、軟體動物、昆蟲（蚱蜢與甲蟲）、兩棲類、爬蟲類與鳥類。其中亦發現小塊塑膠、卵石、牛糞及植物材料。在澳洲與印度保護完善的濕地中，黑頸鸛幾乎專食魚類，但在印度北方邦農業主導的景觀中，食物範圍更廣，包括濕地的魚、路邊溝渠的蛙及灌溉渠道的軟體動物。雖然主要於日間覓食，但有時夜間活動，澳洲海灘上曾觀察到牠們在月夜捕食剛孵化的海龜。
牠們偶爾會在日間熱對流中翱翔，或蹲踞休息。受驚擾時可能伸長頸部。飲水時低頭張嘴向前舀水，隨後抬頭吞嚥。有時會啣水回巢餵養雛鳥，甚至在築巢或孵卵期間亦然。
與多數鸛類相似，除巢區發出喙部撞擊聲外幾乎無聲。叫聲為低沉共振音，尾隨短促嘆息。離巢幼鳥偶爾會以高音調顫音鳴叫，伴隨張開抖動的雙翼。此行為通常針對成鳥，屬乞食展示，在乾旱年份幼鳥自行覓食困難時尤為明顯。
黑頸鸛多獨居，常見單獨、成對或家庭群活動。澳洲與印度曾觀察到15隻以下的群體，可能因濕地乾涸等局部環境因素形成。
黑頸鸛是外寄生鳥虱「Ardeicola asiaticus」與內寄生吸蟲「Dissurus xenorhynchi」的模式宿主。

## 現狀與保護
黑頸鸛分佈零散且密度低，難以可靠估算族群量。斯里蘭卡族群約50隻，在泰國、緬甸、寮國與柬埔寨已極度罕見，巽他地區可能絕跡。南亞與東南亞合計少於1000隻。2011年研究顯示印度北方邦西南部族群穩定，但乾旱年份增加或永久移除繁殖地的土地利用變化可能導致增長率下降。澳洲族群推測約2萬隻，但缺乏系統估算使猜測值介於1萬至3萬間。主要威脅包含棲地破壞、濕地排乾、巢區干擾、過度捕魚、污染、電線碰撞與獵殺。然而，在保護區外的集約農業區（如南亞）與畜牧區（如澳洲東北部）仍存在健康繁殖族群。文獻多認為黑頸鸛需要未受干擾的濕地，但此觀點可能僅適用於野生動物獵捕普遍的地區（如部分東南亞國家）。因缺乏田野調查，已知高繁殖成功率族群極少。國際自然保護聯盟將其評為近危物種。

## 文化關聯

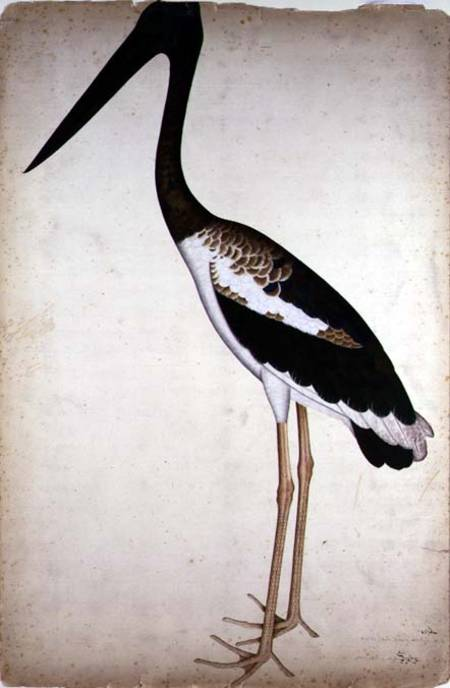
約1780年謝赫·扎因-烏德-丁為瑪麗·英庇繪製的亞成體畫作，可能以加爾各答動物園個體為原型

印度比哈爾邦傳統捕鳥者「米爾希卡爾」曾有習俗：年輕男子需活捉黑頸鸛「洛哈薩朗」方可成婚。隊伍定位目標後，新郎候選人需用黏竿捕捉。被逼至絕境的鸛鳥反抗激烈。1920年代因一名青年在此過程中喪生而終止此習俗。阿薩姆地區曾有從巢中取幼鳥食用的記錄。
澳洲原住民創世神話描述「鉗嘴鸛」的喙源自刺穿鳥頭的長矛。賓賓加人常視其肉為禁忌，認為食用會導致胎兒克母。該鳥被稱為「karinji」，是Karinji族群的圖騰。
1865年，倫敦動物學會標本館主管A·D·巴特利特首度記錄兩性虹膜差異，並由J·H·格尼註解其與非洲鞍嘴鸛的相似性。與巴特利特通信的查爾斯·達爾文深知此特徵，並將其作為鳥類性別二態性案例之一。約翰·古爾德在澳洲鳥類手冊中記載其肉「……魚腥味過重，唯有飢餓的探險者願意食用。」

## 其他資料
- Maheswaran, G. and Rahmani, A. R. (2002) Foraging behaviour and feeding success of the black-necked stork (Ephippiorhychus asiaticus) in Dudwa National Park, Uttar Pradesh, India. J. Zool. 258: 189–195.
- Maheswaran, G. (1998) Ecology and behaviour of Black-necked Stork (Ephippiorhynchus asiaticus Latham, 1790) in Dudwa National Park, Uttar Pradesh. PhD thesis, Centre of Wildlife and Ornithology, Aligarh Muslim University, Aligarh, India.
- Farah Ishtiaq, Sálim Javed, Malcolm C. Coulter, Asad R. Rahmani 2010 Resource Partitioning in Three Sympatric Species of Storks in Keoladeo National Park, India. Waterbirds 33(1):41–49
- Maheshwaran G, Rahmani AR. . Integrative Zoology. 2008, 3 (4): 274–279. PMID 21396077. doi:10.1111/j.1749-4877.2008.00101.x.

## 外部連結
- Birds in my backyard, Australia
- New South Wales, Australia *的存檔，存档日期26 August 2010.
- Images and videos
- 3D specimen
- BirdLife Species Factsheet